# Gastarbeiter

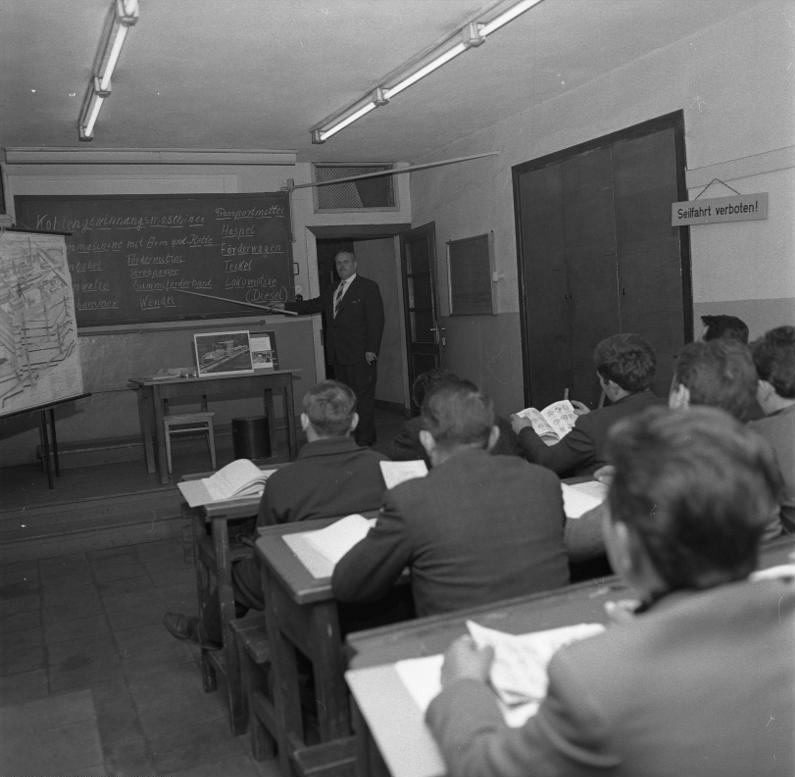
Programa de educação para Gastarbeiter (aqui: Italianos em Duisburg, 1962)

Gastarbeiter (em alemão: AFI: [ˈɡastʔaɐ̯ˌbaɪtɐ], ouvirⓘ) é alemão para "trabalhador convidado" (ou "trabalhadores convidados" – o plural é o mesmo que o singular). Refere-se às pessoas que se mudaram para a Alemanha principalmente nos anos 60 e 70, procurando trabalho como parte de um programa formal de trabalhadores convidados (Gastarbeiterprogramm). Em uma escala menor, os Países Baixos e a Bélgica possuem esquemas paralelos, chamados de programa gastarbeider.
Este programa foi iniciado através de acordos de recrutamento bilaterais com a Itália em 1955, Grécia em 1960, Turquia em 1961, Portugal em 1964 e Iugoslávia em 1968.